# La Que Faltaba
La Que Faltaba es un grupo musical de Argentina, fundado en San Marcos Sierras, Córdoba, en el año 2012. Liderado por el exbajista del grupo Los Piojos Miguel Ángel Rodríguez.

## Biografía
El exbajista de Los Piojos (con los que estuvo 20 años) se estableció en el particular San Marcos Sierras, un pueblo hermoso de Córdoba, y allí conoció a Rómulo y Matías que tocaban en los bares de la zona. Se empezaron a juntar y pronto Micky (como líder) se dio que estaba con dos grandes músicos, pese a que los duplicaba en edad. Con ellos empezó a dar forma de canciones a las cosas que tenía para contar.
El baterista, en principio, fue Superman Troglio pero las distancias no ayudaban a la hora de los ensayos. Rodríguez conoció a Pablo, que acusó ser batero en una terminal de ómnibus y al poco tiempo lo llamó y lo invitó a zapar. Los días pasaban y los temas empezaron a sonar.
La charla con el reconocido ingeniero de sonido Álvaro Villagra llevó a la banda a Buenos Aires para grabar. Fue en el estudio Del Abasto en General Rodríguez donde obtuvieron las bases del debut discográfico. Retornaron a Córdoba para terminar de grabar en La Aceituna. Con todo ese material Micky volvió a Buenos Aires a mezclarlo. En 10 días estaba listo.
El álbum Voy (se puede escuchar en Spotify) fue publicado en 2012, con 10 canciones. El primer corte fue «Con mi flor», cuyo video musical fue rodado en 2013, en San Marcos Sierras, realizado por Carpo Cortes. La placa fue presentada en Rosario, Córdoba y Buenos Aires, entre otros lugares.
La Que Faltaba siguió rodando y presentó su segundo álbum Los mares de la luna. Antes de su lanzamiento, adelantaron dos cortes desde sus redes y en el canal oficial de Spotify: «Una mariposa baila» y «Sirena». A lo largo de ambas canciones se vislumbró un aire rítmico renovado, sin dejar de remitir a la esencia piojosa caminada tantos años como demostraron en el Cosquín Rock, donde adelantaron parte de este reciente álbum. El nuevo trabajo trajo 11 canciones de rock, funk, reggae y hasta se animaron a una versión con su propia impronta del clásico tango «Malevaje» de Enrique Santos Discepolo. Los mares de la luna contó con la participación especial de Andrés Ciro Martínez como invitado en «Ella». El disco fue grabado, mezclado y masterizado en Estudios Bourbon Records entre octubre y noviembre de 2015. La producción artística estuvo a cargo de Damián Torrisi, Hernán Aramberri y Gaspar Benegas.

## Discografía
Álbumes de estudio
- Voy (2012)
- Los mares de la luna (2016)

Sencillos
- «Con mi flor» (2013)
- «Volver a tu luz» (2013)
- «Una mariposa baila» (2016)
- «Sirena» (2016)
- «A tu lado» (2021)
- «Ahí van» (2021)
- «Vela» (2021)